# کراس کریک (پنسیلوانیا)
کراس کریک (به انگلیسی: Cross Creek) یک منطقهٔ مسکونی در ایالات متحده آمریکا است که در شهرستان واشینگتن، پنسیلوانیا واقع شده‌است. کراس کریک ۱۳۷ نفر جمعیت دارد.